# Bad Liebenwerda
Bad Liebenwerda, (do 1925 Liebenwerda), (dlnłuż. Rukow) − miasto uzdrowiskowe we wschodniej części Niemiec, w kraju związkowym Brandenburgia, w powiecie Elbe-Elster, siedziba administracyjna gminy związkowej (Verbandsgemeinde) Liebenwerda. Leży nad rzeką Czarną Elsterą.

## Współpraca międzynarodowa
- Lübbecke, Nadrenia Północna-Westfalia
- Nowe Miasteczko, Polska

## Galeria

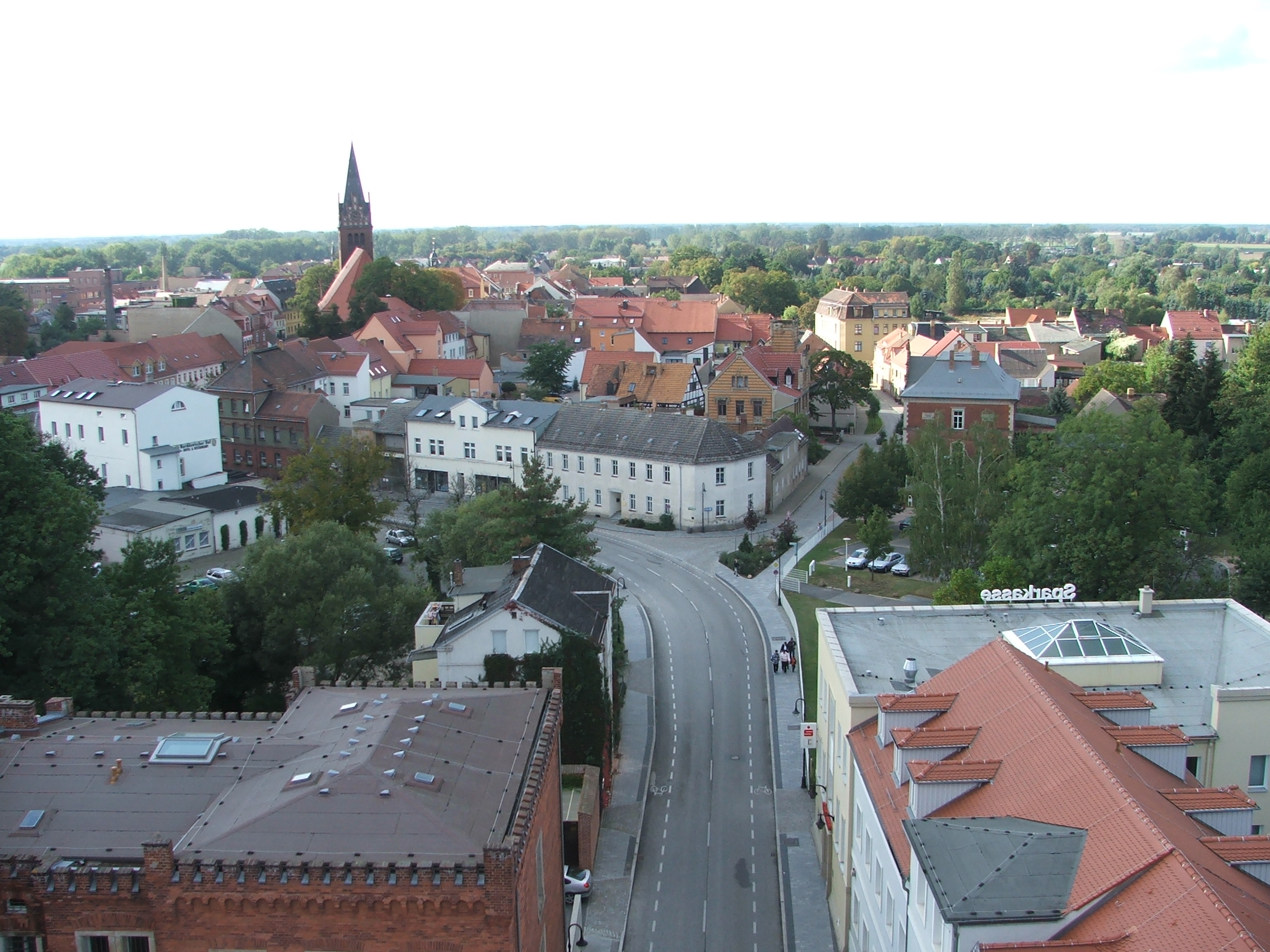
Miasto
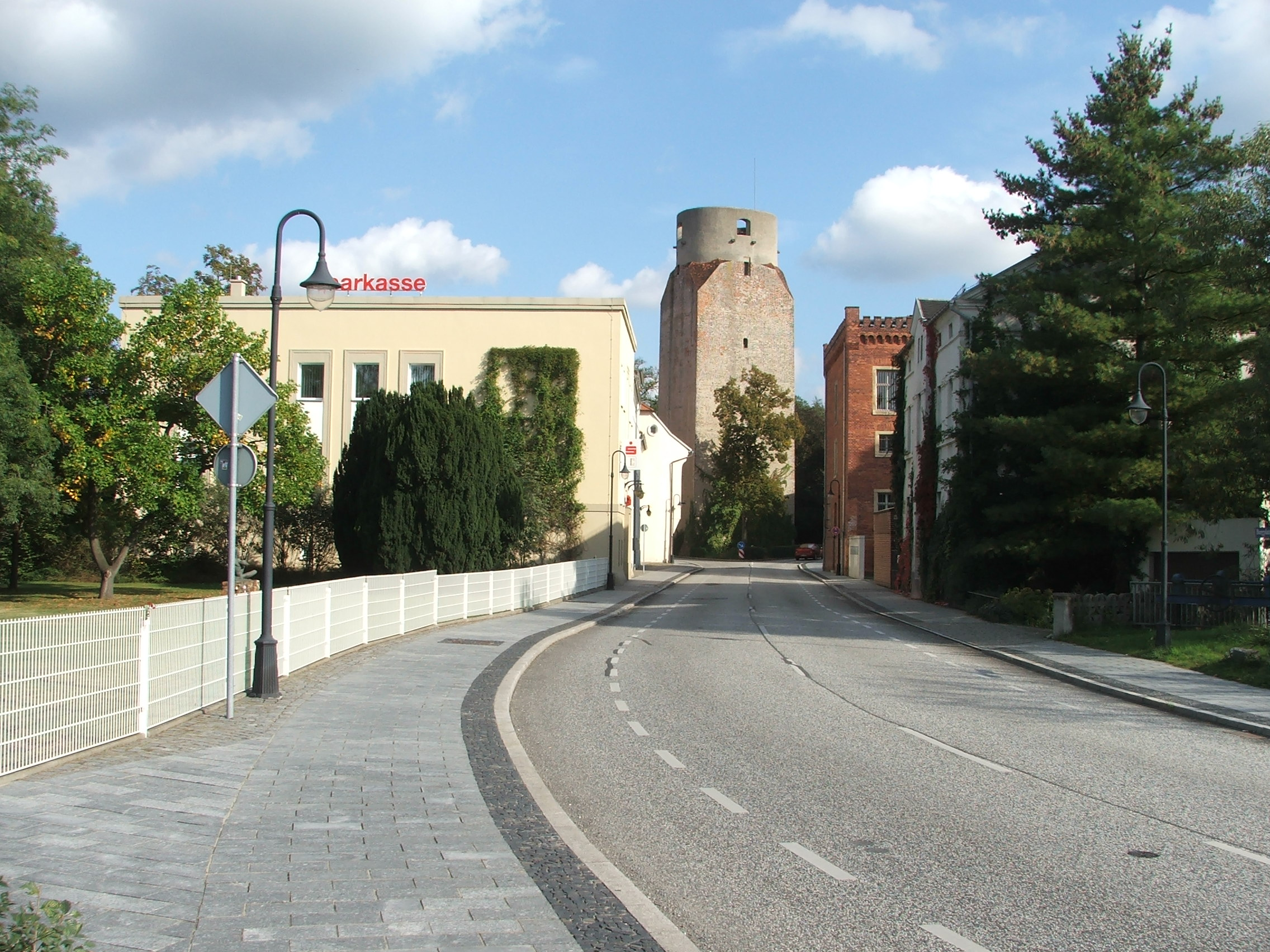
Wieża Lubwart
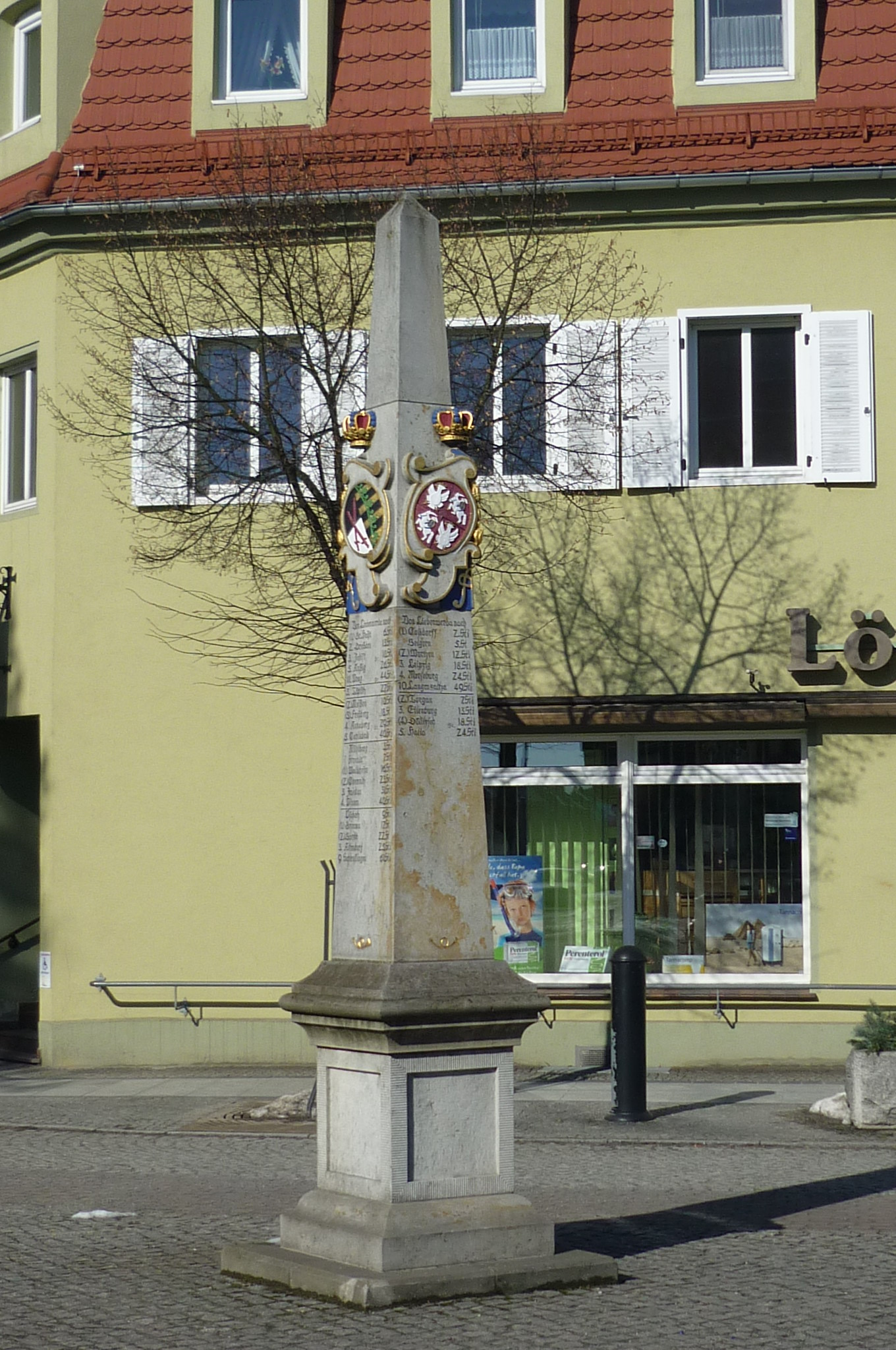
Słup pocztowy